# Francisco de Zúñiga y Pérez de Guzmán

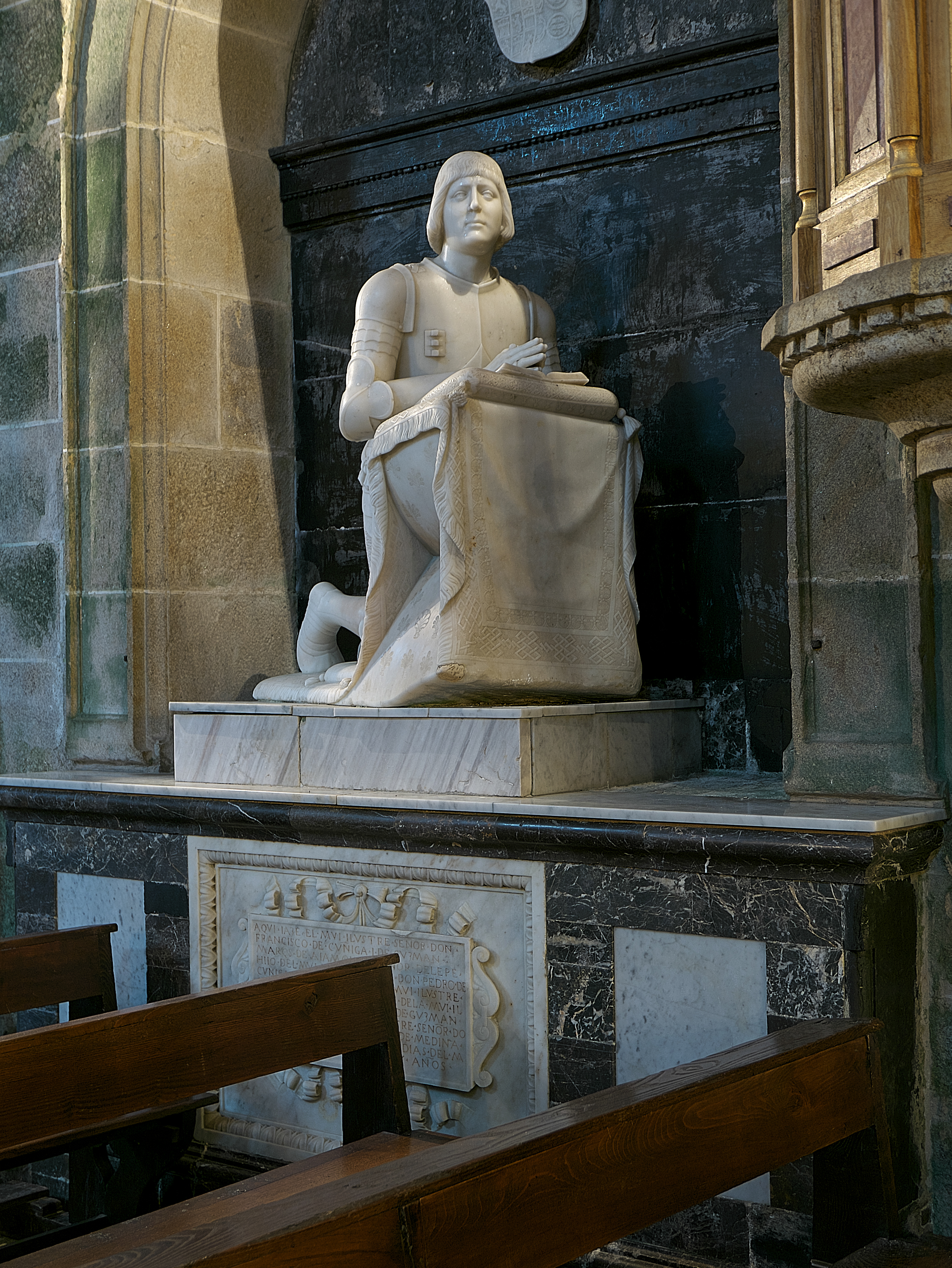
Sepulcro de Francisco de Zúñiga y Pérez de Guzmán, iglesia del antiguo Monasterio de San Lorenzo de Trasouto, Santiago de Compostela

Francisco de Zúñiga y Pérez de Guzmán (ca. 1460-26 de marzo de 1525), noble español de la Casa de Zúñiga, II conde y creado I marqués de Ayamonte por Carlos I en 1521.
Era hijo segundo de Pedro de Zúñiga y Manrique de Lara, IX señor de Gibraleón, II conde de Bañares y I conde de Ayamonte, y de su esposa Teresa Pérez de Guzmán y Guzmán, IV señora de Ayamonte.
Contrajo matrimonio con Leonor Manrique de Lara y Castro (ca. 1460-ca. 1532?), hija de Pedro Manrique de Lara y Sandoval, I duque de Nájera, y de su mujer Guiomar de Castro. Tuvieron una única hija, Teresa, que además de suceder en el marquesado de Ayamonte, heredaría todos los títulos de su tío el duque de Béjar, hermano mayor de Francisco.